# Wesseler WL 24
Der Wesseler WL 24 ist ein Ackerschlepper mit luftgekühltem Motor des westfälischen Herstellers Wesseler. Er wurde von 1953 bis 1960 gebaut und unter den Marken Wesseler und Feldmeister vertrieben. Das baugleiche Modell mit wassergekühltem Motor trägt die Bezeichnung Wesseler W 24, die Schmalspurversion die Bezeichnung WLS 24. Der WL 24 war mit seiner Motorleistung von 24 PS (17,7 kW) besonders stark nachgefragt. Der WL 24 gilt als ein zuverlässiger Zugtraktor, der sich durch hohe Robustheit und eine gute Verarbeitungsqualität auszeichnet.

## Technik

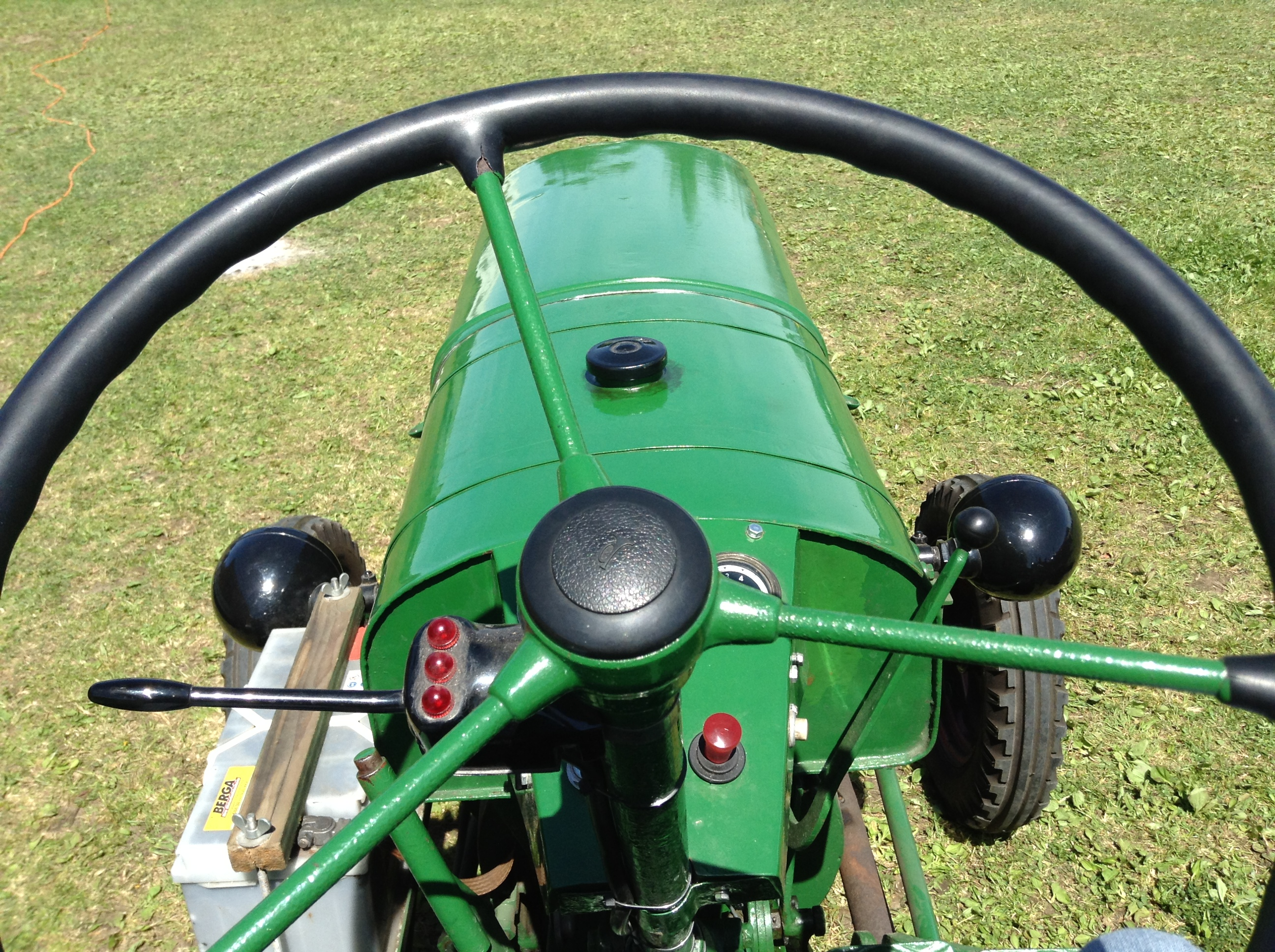
Fahreransicht, Blinker nachgerüstet.

Der WL 24 ist ein Schlepper in rahmenloser Blockbauweise mit hinterer starrer Portalachse und einer vorderen im Gesenk geschmiedeten pendelnd aufgehängten Portalachse. Die Spurweiten von Vorder- und Hinterachse sind verstellbar. Die Vorderachse konnte mit Querblattfeder bestellt werden, standardmäßig ist sie ungefedert (Siehe Bild). Hinterachs- und Getriebeeinheit ist das Schleppertriebwerk ZF A–8/6 mit Klauenschaltung, das sechs unsynchronisierte manuell zu schaltende Vorwärtsgänge und einen Rückwärtsgang hat. Auf Wunsch war derselbe Getriebetyp auch mit nur fünf Vorwärtsgängen lieferbar. Das Differenzialgetriebe lässt sich mit einem Fußhebel sperren, die Hinterräder können unabhängig voneinander gebremst werden, um das Drehen des Schleppers auf der Stelle zu ermöglichen. Für die Kraftabnahme hat das Getriebe eine ein- und abschaltbare Normzapfwelle (540 min−1). An das Getriebe angeflanscht ist die Kupplungsglocke, auf der auch das Lenkrad mitsamt Lenkgetriebe montiert ist.
Angetrieben wird der WL 24 vom MWM AKD 112 Z, einem direkteinspritzenden Zweizylinder-Viertakt-Dieselmotor mit Luftkühlung und OHV-Ventilsteuerung, 1810 cm3 Hubraum und einer Leistung von 24 DIN-PS (17,7 kW). Frühe Modelle des WL 24 bekamen hingegen den AKD 12 Z, einen Wirbelkammer-Dieselmotor. Angelassen wird der Motor mit einem 12-V-Bosch-Anlasser, der wie die Lichtmaschine, die Beleuchtungsanlage, das Signalhorn und der 12-V-Bleisäureakkumulator zur Serienausstattung des Schleppers gehört. Auf Wunsch war der WL 24 auch mit einklappbaren Scheinwerfern sowie ohne 12-V-Batterie lieferbar. Zum Anhängen von Geräten hat der WL 24 ein starres Zugmaul vorne und hinten eine verstellbare und drehbare Anhängerkupplung des Typs Elastic, einer Marke von Schmitz. Für Bodenbearbeitungsgeräte ist hinten eine Ackerschiene angebracht, auf Wunsch gab es auch einen Dreipunktkraftheber oder einen Schwingenrahmen für die Aufnahme von Arbeitsgeräten. Die hinteren eckigen Kotflügel mit je einem Kotflügelsitz sind aus dickem Blech handgefertigt. Für die Vorderachse waren die Kotflügel gegen Aufpreis lieferbar. Neben einem Riemenscheibenantrieb gehörten auch Zusatzgewichte und ein Mähbalken (siehe Bild) zur wahlweisen Ausstattung.

### WLS 24
Der WLS 24, die Schmalspurversion des WL 24, wurde ca. 80-mal gebaut und unterscheidet sich in einigen Punkten vom normalen WL 24: Die Portalachse ist um 90° gedreht, sodass der Schlepper tiefer liegt und einen längeren Radstand hat, die Achstrichter sind für eine geringere Spurweite verkürzt. Die Vorderachse ist höhen- und spurverstellbar, für besonders kleine Spurweiten ist die Motorhaube eingebeult, damit die Lenkstange nicht anstößt. Die Kotflügel sind rund und schmal, sie haben keine Sitze. Die Scheinwerfer sind serienmäßig einklappbar.

## Technische Daten
| Kenngrößen               | WL 24 | WLS 24 |
| Abmessungen und Gewichte | Abmessungen und Gewichte | Abmessungen und Gewichte |
| ------------------------ | --- | --- |
| Länge                    | 2600 mm | 2920 mm |
| Breite                   | 1490–1610 mm | 980–1450 mm |
| Höhe                     | 1560 mm | 1525 mm |
| Spurweite vorn           | 1250 mm | 760 mm |
| Spurweite hinten         | 1500 mm | 1250 mm |
| Masse                    | 1250–1500 kg | |
| Antriebsstrang           | | |
| Kraftübertragung         | auf Hinterräder | auf Hinterräder |
| Bremssystem              | Duplexbremsen, auf die Hinterräder wirkend                                                                                             | Duplexbremsen, auf die Hinterräder wirkend                                                                                             |
| Bereifung                | 5,00–16 AS / 8–32 oder 10–28 | 5,00–16 AS / 11,2–24 oder 10–28 |
| Getriebe                 | ZF A–8/6 Übersetzungen: 1. Gang: 10,3:1 2. Gang: 6,66:1 3. Gang: 3,65:1 4. Gang: 2,53:1 5. Gang: 1,67:1 6. Gang: 1,00:1 R-Gang: 3,65:1 | ZF A–8/6 Übersetzungen: 1. Gang: 10,3:1 2. Gang: 6,66:1 3. Gang: 3,65:1 4. Gang: 2,53:1 5. Gang: 1,67:1 6. Gang: 1,00:1 R-Gang: 3,65:1 |
| Höchstgeschwindigkeit    | 19,9 km/h | 19,9 km/h |
| Motor                    | | |
| Bezeichnung              | MWM AKD 112 Z | MWM AKD 112 Z |
| Typ                      | Reihenzweizylinder-Viertaktdieselmotor                                                                                                 | Reihenzweizylinder-Viertaktdieselmotor                                                                                                 |
| Kühlung                  | Luftkühlung mit Axialgebläse | Luftkühlung mit Axialgebläse |
| Ventilsteuerung          | OHV | OHV |
| Gemischaufbereitung      | Direkteinspritzung | Direkteinspritzung |
| Bohrung × Hub            | 98 mm × 120 mm | 98 mm × 120 mm |
| Hubraum                  | 1810 cm3 | 1810 cm3 |
| Enddrehzahl              | 2000 min−1 | 2000 min−1 |
| Dauerleistung            | 16,2 kW (22 DIN-PS) | 16,2 kW (22 DIN-PS) |
| Höchstleistung           | 17,7 kW (24 DIN-PS) bei 2000 min−1 | 17,7 kW (24 DIN-PS) bei 2000 min−1 |
| Drehmoment               | 84,3 N·m (8,6 kp·m) bei 2000 min−1 | 84,3 N·m (8,6 kp·m) bei 2000 min−1 |